# Chiesa dei Santi Quirico e Giulitta (Lezzeno)
La chiesa dei Santi Quirico e Giulitta è la parrocchiale di Lezzeno, in provincia e diocesi di Como; fa parte del vicariato di Bellagio e Torno.

## Storia
La prima citazione di una cappella a Lezzeno, dipendente dalla pieve di Isola, risale al 1434, mentre una seconda menzione è datata 1453 e contenuta in un documento inserito nell'archivio parrocchiale.

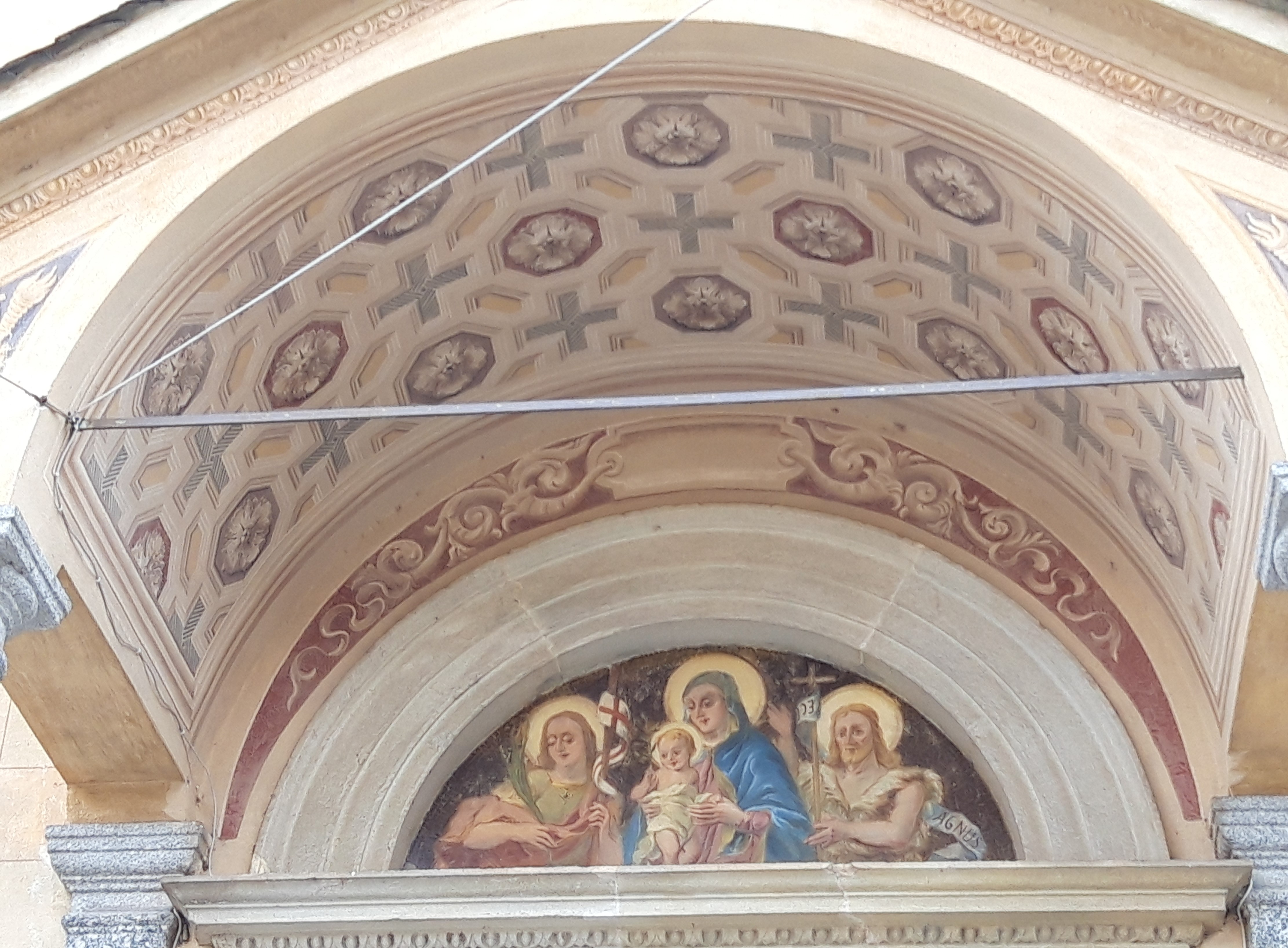
Particolare del protiro

L'edificio fu interessato da un intervento di restauro o di ricostruzione nel 1520, come testimoniato dalla data incisa sul portale d'ingresso.
Nel Seicento venne condotto un rifacimento della chiesa, in occasione del quale si provvide a risistemare il presbiterio, a modificare l'assetto della navata e delle cappelle e a costruire l'ambiente per l'organo; in quello stesso secolo la cappella di San Rocco fu ridedicata alla Beata Vergine di Caravaggio.
La parrocchiale dei Santi Quirico e Giulitta nel 1788 risultava avere come filiali gli oratori della Beata Vergine del Ceppo, di San Giuseppe, di Santa Marta, di Sant'Antonio.
Dalla relazione della visita pastorale del 1894 del vescovo di Como Andrea Carlo Ferrari si apprende che il numero dei fedeli era pari a 1800 e che la parrocchiale aveva alle proprie dipendenze gli oratori di Santa Marta, della Visitazione della Beata Vergine Maria, di Sant'Antonio di Padova, della Santissima Trinità, di San Rocco in Villa, di San Giuseppe in località Pescaù e della Beata Vergine delle Grazie in contrada Bognona.
Nel 1895 si decise di ampliare la chiesa, ma soltanto nel 1928 fu redatto il progetto, secondo cui la navata sarebbe stata prolungata di una campata; l'autorizzazione per iniziare i lavori arrivò nel maggio del 1929 e prevedeva che il portichetto che proteggeva il portale maggiore venisse riutilizzato nella nuova facciata.

## Descrizione

### Esterno
La facciata a salienti della chiesa, rivolta a nordovest, presenta in basso i tre portali d'ingresso, di cui il centrale sormontato da una lunetta con raffigurazione della Madonna del latte tra un santo guerriero e san Giovanni Battista e protetto dal protiro sorretto da colonne tuscaniche, e sopra il rosone; sotto la linea degli spioventi corre una fila di archetti pensili. 
Annesso alla parrocchiale è il campanile a pianta quadrata, la cui cella presenta su ogni lato una monofora ed è coronata dalla nuvoletta poggiante sul tamburo a base ottagonale. La base del campanile ospita una lapide romana del I-II secolo.

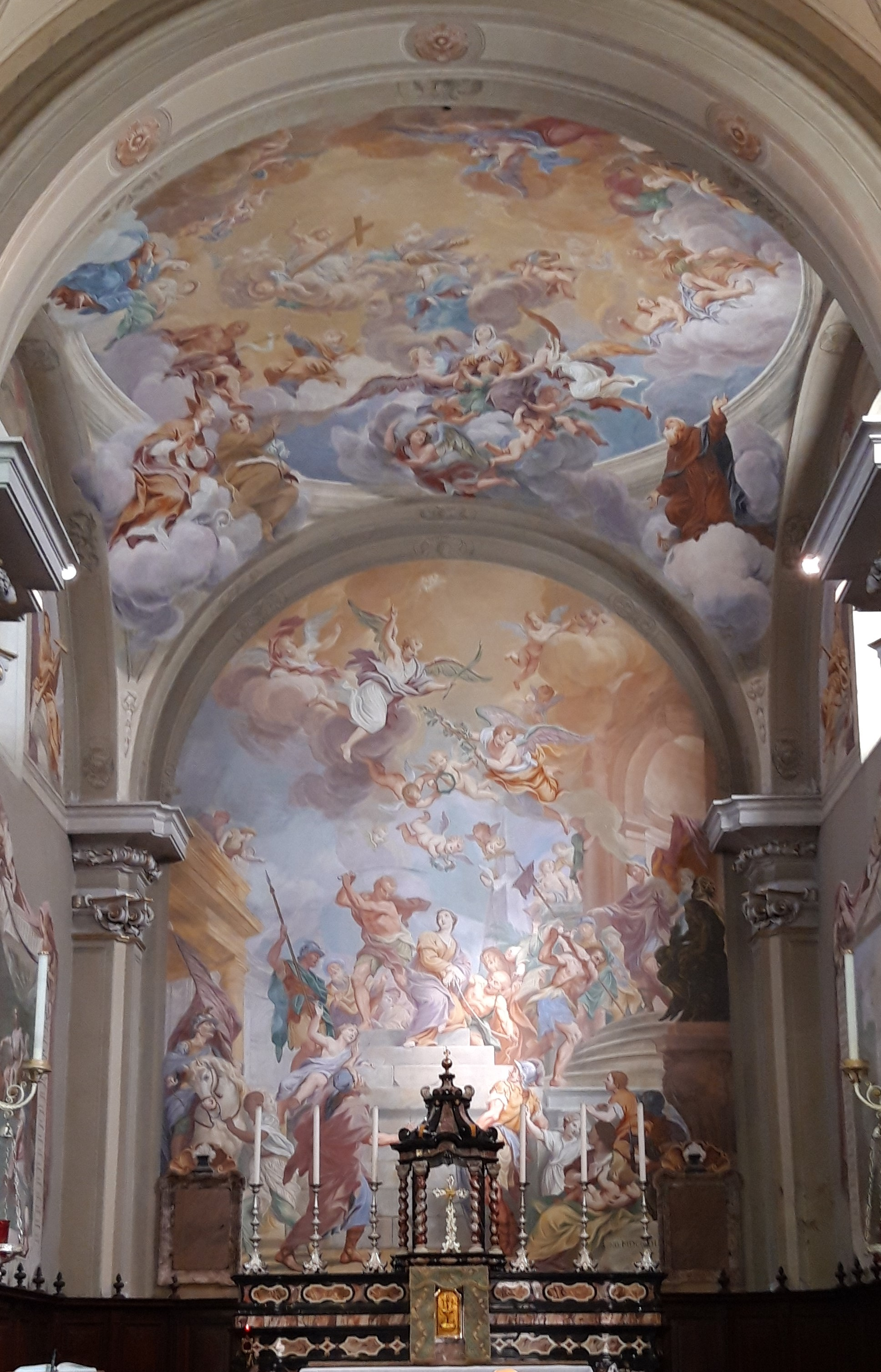
L'interno

### Interno
L'interno dell'edificio si compone di quattro campate, di cui le prime due suddivise in tre navate e le ultime due composte da una sola, su cui si affacciano le cappelle laterali (delle quali una è dedicata a San Carlo Borromeo). Al termine dell'aula si sviluppa il presbiterio, rialzato di due gradini e chiuso dalla parete di fondo.
Qui sono conservate diverse opere di pregio, tra le quali la tela ritraente Sant'Antonio da Padova con il Bambino ed offerente, risalente al XVII secolo, la pala con San Carlo in adorazione del Crocifisso, gli affreschi raffiguranti la Flagellazione di Cristo, Cristo nell'orto degli ulivi, la Resurrezione e la Salita al Calvario, eseguiti da Giulio Quaglio - autore pure del dipinto che, alle spalle dell'altare maggiore, raffigura il Martirio dei santi Quirico e Giulitta - la tela dell'Adorazione dei Magi, la pala con l'Apparizione della Vergine alla beata Giannetta di Caravaggio, il dipinto seicentesco ritraente Sant'Emidio e il bassorilievo raffigurante la Madonna con il Bambino ed il donatore.